# Misisipi
Misisípi (angleško Mississippi River) je 3778 km dolga reka v ZDA. Skupaj s svojim še daljšim pritokom Misurijem se združi v Missouri-Misisipi, najdaljši veletok v Severni Ameriki.
Misisipi izvira v zvezni državi Minnesota in teče južno proti Mehiškem zalivu, kjer oblikuje svojo delto.

## Rečni tok
Misisipi izvira v jezeru Itasca na severu Minnesote. Z Misurijem in Meramacom se združi pri mestu St. Louis v zvezni državi Misuri in z reko Ohio v Illinoisu. Misisipi odvodnjava celotno območje med Skalnim gorovjem na zahodu in Apalači na vzhodu, na severu do področja Velikih jezer. Teče skozi ozemlja desetih ameriških zveznih držav: Minnesote, Wisconsina, Iowe, Illinoisa, Missourija, Kentuckyja, Arkansasa, Tennesseeja, Misisipi in Louisiane, preden se v delti Misisipija približno 160 km južno od New Orleansa izlije v Mehiški zaliv.
Reka Misisipi je od Minneapolisa navzdol plovna. Plovna pot, katero s posebnimi čolni vseskozi čistijo rečnih usedlin, je večinoma globoka do okoli treh metrov in pol (10-12 čevljev). V eni uri Misisipi v rečni delti naplavi okoli 40 ton usedlin. Najgloblje mesto je pri Baton Rougeu, kjer globina seže malo prek 60 m (198 čevljev). Od tam je prevozna tudi za morska plovila. Prek Intracoastal Waterway in Illinois Waterway je mogoča vodna povezava s področjem Velikih jezer.

### Porečje
Misisipi ima četrto največje povodje na svetu, ki pokriva 3.220.000 km² in obsega cele ali dele 32 ameriških zveznih držav in dveh kanadskih provinc. Ta površina predstavlja 40 % ozemlja celinskih ZDA. Najvišja točka porečja je Mount Elbert (4.400 mnm), najvišja gora Skalnega gorovja, najnižja pa Mehiški zaliv. V zaliv se izliva kakšnih 160 km južno od New Orleansa. Reka je tako od izvira do izliva dolga 3770 km, voda pa od izvira do izliva povprečno priteče v 90. dneh.
Povprečni letni pretok Misisipija je med 7.000 in 20.000 m³/s, kar ga uvršča na peto mesto med najbolj pretočnimi rekami na svetu. Kljub visokemu mestu na lestvici pa povprečni letni pretok Misisipija dosega le 8 % pretoka Amazonke.

## Izvir
V nasprotju z večino velikih rek izvirnica Misisipija ni ravno velika. Reka izvira iz jezera Itasca kot pet metrov širok potok. Jezero leži približno 47° 15' severne zemljepisne širine in 95° 12' zahodne dolžine, na nadmorski višini približno 450 m. Ker izvirsko jezero samo ne more biti izvir, saj se samo napaja iz pritokov, vidijo mnogi pravi izvir Misisipija v majhnem potočku nad jezero Itasca na nadmorski višini 512 m.

## Etimologija
Ni sicer znano od kod pride ime »Misisipi«, vendar obstaja več možnosti. Morda izvira iz algonkinskega jezika in pomeni »oče rek« ali »oče vodovja«. Druga možnost bi bila beseda »mesipi«, ki v jeziku ljudstva Odžibva pomeni »velika reka«.
Iz besede »Misisipi« so izpeljani mnogi pojmi z vseh možnih področjih, kot npr. zvezna država Misisipi, misisipski aligator ali misisipski delta blues.

## Pritoki
Levi pritoki Misisipija so:
St. Croix,
Black River,
Chippewa River,
Rock River,
Wisconsin River,
Illinois,
Kaskaskia River,
Ohio,
Hatschie River,
Yazoo,
Big Black River.
Desni pritoki:
Minnesota,
Root River,
Turkey River,
Iowa,
Skunk River,
Salt River,
Missouri,
St. Francis River,
White River,
Arkansas,
Red River.

## Večja mesta vzdolž reke
| Metropolitanska površina     | Prebivalcev |
| ---------------------------- | ----------- |
| Minneapolis-Saint Paul       | 3.615.901   |
| St. Louis                    | 2.900.605   |
| Memphis                      | 1.316.100   |
| New Orleans                  | 1.214.932   |
| Baton Rouge                  | 802.484     |
| Quad Cities, IA-IL           | 382.630     |
| St. Cloud, MN                | 189.148     |
| La Crosse, WI                | 133.365     |
| Cape Girardeau–Jackson MO-IL | 96.275      |
| Dubuque, IA                  | 93.653      |

## Zgodovina
Od leta 700 do približno 1600 se je ob Misisipiju razprostirala tako imenovana Misisipska kultura.
Prvi Ervopejec, ki je odkril reko, je 8. maja 1541 postal španski raziskovalec Hernando de Soto. Poimenoval jo je Rio de Espiritu Santo (špansko: Reka Svetega Duha). Leta 1673 sta se Louis Joliet in Jacques Marquette odpravila na veliko odpravo po Misisipiju. René-Robert Cavelier, Sieur de La Salle je leta 1683 kot prvi Evropejec dosegel ustje reke.
Reka je dolgo časa predstavljala zahodno mejo evropske poselitve današnjih ZDA. Indijanska plemena kot Čeroki so se selila zahodno od reke, tako da je bilo ozemlje na zahodu Misisipija dlje časa predvideno za indijanski reservat.
Istočasno je bila ta reka najpomembnejša prometna povezava dežele. Pomembna je bila tako gospodarsko, kot v času ameriške državljanske vojne vojaško.
Z letom 1812 je na rečni liniji med New Orleansom in Natchezom začel voziti New Orleans, prvi Fultonov parnik z lopatastim vodnim kolesom. Pet let pozneje je na reki plulo že 17 plovil na parni pogon, leto pozneje že 31; leta 1820 je bilo ladij 69, do leta 1836 je število poskočilo na 381 in do leta 1850 na 740 parnikov. Večina ladij je plulo med New Orleansom in Louisvilleom, druge med New Orleansom in Natchezom. Te ladje so predvsem vozile bombaž v njuorleanško pristanišče, od koder so ga z ladjami prevažali v Evropo. Manjši čolni so pluli navzgor po Yazooju in tam pošiljke bombaža prevzemali neposredno.
Prva konkurenca za te ladje se je pojavila z izgradnjo železnice. Prva proga, Vicksburg-Jackson-Railroad, je njihovo dejavnost začela prevzemati leta 1838.
Izvir Misisipija so iskali mnogi raziskovalci, denimo Zebulon Pike, ki je na odpravo krenil decembra 1805. Napačno je domneval, da je izvir veletoka jezero Leech. Pravi izvir reke, jezero Itasca, je šele leta 1832 odkril Henry Rowe Schoolcraft z drugimi.
Reko so v svetovni literaturi proslavile predvsem zgodbe Marka Twaina o Tomu Sawyerju in Huckleberryju Finnu.